# Pseudozonitis vittipennis
Pseudozonitis vittipennis är en skalbaggsart som först beskrevs av Horn 1875.  Pseudozonitis vittipennis ingår i släktet Pseudozonitis och familjen oljebaggar. Inga underarter finns listade i Catalogue of Life.